# 래리 밀러 (배우)
래리 밀러(Larry Miller, 1953년 10월 15일 ~ )는 미국의 배우이다.

## 출연 작품
- 너티 프로페서